# José Delitala y Castelvì
José Delitala y Castelvì (Cagliari, 10 novembre 1627 – Cagliari, 1703) è stato un militare e politico sardo.

## Biografia
Era il minore dei tre figli di Angelo di Girolamo Delitala e di Maria Amat y Castelvì della nobile famiglia dei conti (marchesi dal 1605) di Laconi. Il padre era cavaliere dell'ordine di Santiago, assunto a tale rango come ricompensa per aver militato negli eserciti spagnoli con grande onore, riportando numerose ferite in battaglia.
Dopo i suoi studi nella città natale, all'età di quindici anni partì per la Spagna dove completò la sua formazione. Successivamente intraprese la carriera militare pervenendo ai gradi di colonnello. Decorato dell'ordine militare di Calatrava fu nel 1672 nominato governatore del Capo di Cagliari e Gallura da Carlo II di Spagna.
Nel 1686 esercitò le funzioni di viceré ad interim del Regno di Sardegna nel periodo precedente il governo del duca di Monteleone, dopo la morte del conte di Fuensalida.

## Opera letteraria
Nonostante gli impegni politici, coltivò la sua passione per le lettere. È del 1672 la raccolta di poesie Cima del monte Parnaso español con las tres musas castellanas Caliope, Urania y Euterpe che lo rese celebre anche in Spagna.